# Mraovo Polje
Mraovo Polje (en serbe cyrillique : Мраово Поље) est un village de Bosnie-Herzégovine. Il est situé dans la municipalité de Kostajnica et dans la république serbe de Bosnie. Selon les premiers résultats du recensement bosnien de 2013, il compte 30 habitants.

## Démographie

### Évolution historique de la population dans la localité
| 1948 | 1953 | 1961 | 1971 | 1981 | 1991 | 2013 |
| ---- | ---- | ---- | ---- | ---- | ---- | ---- |
| 120  | 108  | 126  | 105  | 67   | 49,  | 30   |

|  |

### Répartition de la population par nationalités (1991)
En 1991, les 49 habitants du village étaient tous serbes.